# ゾロ (ニホンザル)
ゾロは、大分県大分市高崎山の高崎山自然動物園のニホンザルで、C群の8代目αオス（ボス猿）。αオスとしての在位期間は12年1か月で、高崎山で最長である。

## 生涯
個体識別番号が55番と、ゾロ目であったことから名付けられた。
1998年12月に、C群の先代αオスであったゲンタからバナナを奪い取ったことをきっかけに、C群の8代目αオスとなる。高崎山では、力の衰えたαオスが山に去り、その後を序列2位のオスが継ぐ形での穏便な世代交代が多く、実力行使によってαオスの座を奪い取ることは珍しいとされる。
2010年3月25日には、在任期間が11年4ヶ月に達し、B群の第14代αオスであったゴルゴの在任記録11年3ヶ月を更新して、高崎山の歴代αオスで最長となった。
2011年1月7日を最後に餌場に姿を見せなくなり、その後も1か月姿を見せなかったため、2月11日にC群第2位であったベンツがαオスに認定され、就任式が行われた。